# Holzhausen (Autriche)
Holzhausen est une commune autrichienne du district de Wels-Land en Haute-Autriche.